# Kazimierz Steczkowski
Kazimierz Steczkowski (ur. 29 października 1947) – francuski szachista pochodzenia polskiego, mistrz międzynarodowy od 1984 roku.

## Kariera szachowa
W 1966 r. zdobył w Polanicy-Zdroju tytuł wicemistrza Polski juniorów do 20 lat. W 1972 r. zdobył w Lublińcu brązowy medal drużynowych mistrzostw Polski w szachach błyskawicznych, reprezentując klub "Hutnik Nowa Huta". Dwukrotnie uczestniczył w finałach mistrzostw kraju seniorów: w 1979 r. w Tarnowie zajął odległe 42. miejsce (turniej rozegrano systemem szwajcarskim), a w 1982 r. w Zielonej Górze - 7. miejsce. W 1976 r. podzielił I miejsce (wspólnie z m.in. Krzysztofem Pytlem, Zbigniewem Szymczakiem i Karolem Pinkasem) w turnieju open w Świeradowie-Zdroju. W 1986 r. podzielił II miejsce (za Mirosławem Sarwińskim) w międzynarodowym turnieju w Gorzowie Wielkopolskim.
W drugiej połowie lat 80. przeniósł się do Francji i zaczął reprezentować barwy tego kraju. Najwyższy ranking w karierze osiągnął 1 stycznia 1984 r., z wynikiem 2395 punktów zajmował wówczas 9. miejsce wśród francuskich szachistów. Od 1990 r. nie bierze udziału w turniejach klasyfikowanych przez Międzynarodową Federację Szachową.